# Pauzerijm
Pauzerijm is een vorm van binnenrijm. Hierbij rijmt het eerste woord van een vers of verzengroep met het laatste woord hiervan.
De rijmvorm wordt gebruikt als stijlfiguur in uitdrukkingen, rapteksten en literatuur. De vorm wordt al gevonden bij de Rederijkers waar het een van de kenmerken was van het gekunsteld construeren van een zorgvuldig taalgebruik.
Voorbeelden uit het dagelijks taalgebruik zijn:
- Donders, dit is wat bijzonders!
- Verhip... is dit een kip?
- Hé, ik ruik puree!

Een voorbeeld uit een gedicht van Karel van de Woestijne; Zegen deze'avond, God:
- Laat het gevaar van Uw mededogen rustig zaad.